# Calochilus montanus
Calochilus montanus är en orkidéart som beskrevs av David Lloyd Jones. Calochilus montanus ingår i släktet Calochilus och familjen orkidéer.
Artens utbredningsområde är New South Wales. Inga underarter finns listade i Catalogue of Life.